# Brinc
Brinc je priimek v Sloveniji, ki ga je po podatkih Statističnega urada Republike Slovenije na dan 1. januarja 2010 uporabljalo 75 oseb in je med vsemi priimki po pogostosti uporabe uvrščen na 5.556. mesto.

## Znani nosilci priimka
- Franci Brinc (*1935), pravnik, kriminolog